# Bermudas en los Juegos Olímpicos de Lillehammer 1994
Las Bermudas estuvieron representadas en los Juegos Olímpicos de Lillehammer 1994, por un deportista masculino que compitió en luge.
El equipo olímpico bermudeño no obtuvo ninguna medalla en estos Juegos.